# 失语症
失語症（aphasia）又称語言失能症，是后天获得性大脑皮质语言功能区病变或创伤，导致的言语交流能力障碍或丧失。
失语症患者一般神志清楚、意识正常、发音和构音没有损害，但对各种语言符号（包括口语、文字、手语等）的表达和理解能力受损或丧失，属于一种語言障礙。可分为感觉性失语、运动性失语及混合性失语。
最常見的病因是由中風（CVA）所引起的。若一個人的言語或語言在四個主要溝通的語言機制中，伴隨著語言習得腦區的損傷，或在短時間內有顯著的語言衰退現象（progressive aphasia），出現一個或多個語言機制的損傷，將被診斷為失語症患者。這四個溝通的語言機制分別為聽覺理解、言語表達、閱讀和寫作，以及功能性的溝通。
失語症患者，可能在說話、閱讀，或書寫上，有語言表達能力的障礙，但是智力並不會受到失語症的影響。失語症也會影響視覺語言 ，如手語。與此相反的是，日常溝通使用的慣用語往往被保留下來； 譬如，在表达性失语症中，由于布罗卡区受损，患者失去了询问他人生日的语言能力，但依然可以唱生日歌。在失語症中最普遍的病症為忘名症，指運用字詞有困難的病狀。
「失語症」是指一個或多個語言溝通機制已經受到損害，因此無法正常運作。不過，失語症並不屬於感覺（sensory）、智力（intellectual）、或精神疾病（psychiatric）上的缺陷，或是肌肉無力及認知失調，因為這些都跟言語不相關，而失語症是跟個人語言能力有關。一個人的「語言」是經由社會化與思維進一步去口語表達的過程，它並不是由外圍運動（peripheral motor）或感知困難（sensory difficulty）所造成的結果，像是癱瘓（paralysis）只會影響發聲肌肉或引發一般的聽力損傷。
西方語言「aphasia」一詞，源於古希臘語：a-(「無法」) + phásis (φάσις, 「說話」)。

## 病因

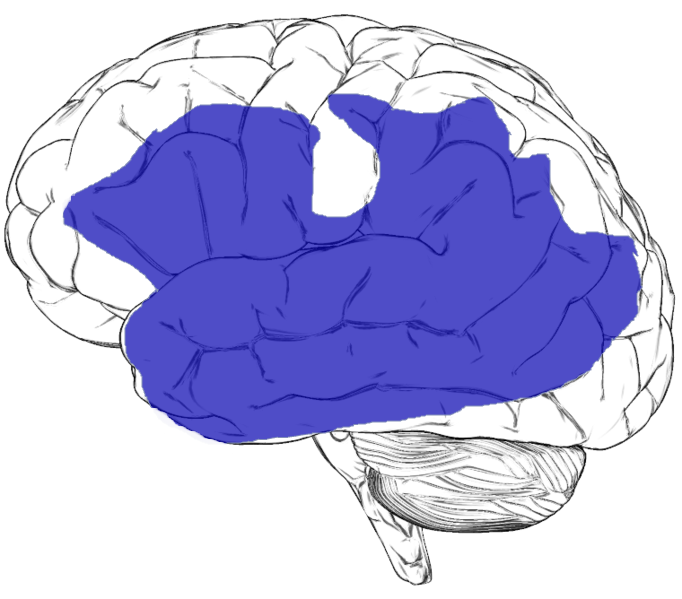
當左侧大脑半球的腦區受損時，會引發失語症

失語症中，由中風引起的最為常見，但其實只要是控制語言的腦區受到損傷或得病，像是腦腫瘤，腦外傷，和進行性神經疾病（progressive neurological disorders），都會引發失語症。在極為罕見的情況下，疱疹型腦炎（herpesviral encephalitis）也可能會引發失語症。單純疱疹病毒會影響額葉、顳葉、皮下結構，以及海馬組織，並觸發失語症。若是由急性疾病引發的失語症，如頭部外傷或中風，病情通常會迅速惡化。若是由腦腫瘤、感染，或癡呆症所引起的失語症，病情惡化的較慢。
中風分為兩種類型：缺血型中風（ischemic stroke）和出血型中風（hemorrhagic stroke）。當原本可以將血液輸送到不同腦區的動脈被血塊阻塞時，會引發缺血型中風，病發的頻率將近八成。栓子是指在血管中游離的團塊，可以藉由循環系統在血流中被運送到遠離它起點的微血管，造成血流阻塞。而當腦血管破裂時，則會造成出血型中風，出血或腦組織周圍。病發的頻率大概為兩成，但是每次病發情況都是非常嚴重的。而最常引發出血型中風的原因是動脈瘤。
雖然以上列出的疾病都是引發失語症的潛在原因，但失語症通常只會發生在，當有實質性損害導致左侧大脑半球（負責語言功能）中的大脑皮层外層和/或底層的白質。
若在上圖的藍色區域中有實質性損害，都可能會引發失語症。左半球深皮層下結構的損傷有時候也會引發失語症，包括丘腦、腦內囊（internal capsules）、腦外囊（external capsules），以及尾狀基底核。失語症的類型與症狀取決於受到損傷和萎縮的區域與程度。只有極少數的患者是因為右侧大脑半球腦區受損而出現失語症的情況。有研究顯示，這些患者可能會因為左侧大脑半球生病或受傷，而有不同於常人的大腦組織，所以整體來說會比一般人更依賴右半球的語言技能。
原發型進行性失語症（PPA），其實是癡呆症的一種，它的某些症狀與其他失語症密切相關。它的特點是語言運作會逐漸損失，而其他認知領域的運作大多都不會受到影響，如記憶和個性。PPA患者通常一開始會突然遭遇到找字詞的困難，而他們對正確和合語法句子（語法）的架構與理解能力會逐漸下降。PPA並不是由中風、創傷型腦損傷（TBI），或感染性疾病所引發的，但至今我們未能確切地指出PPA的病因。
最後，某些慢性神經疾病，如癲癇或偏頭痛，都可以當作暫時性失語症的前驅病狀（prodromal）或偶發症狀。失語症也列為芬太尼貼劑（用於控制慢性疼痛的一種鴉片）的一種罕見副作用。

## 分類
失語症不是一個單一的疾病，它是不同種疾病集合在一起的綜合體。每一位失語症的患者，在他們各自的語言表現上都有他們特有的長處與缺陷。因此，要概括這些可以發生在不同患者的不同種情況是很困難的，更何況要去一一分類，最常見的失語症分類方式是，依不同的症狀來分類。最普遍的方法是區分流暢性失語症（fluent aphasias）（如與人對話時仍然可以對答如流，但對話內容可能是有缺陷的，而且此類型患者可能無法理解別人說的內容），以及不流利型失語症（nonfluent aphasias）（此類型患者與人對話時顯得非常吃力，並且可能一次只能說出一個或兩個詞而已）。
但是，這樣粗略的分類方式是沒有說服力的。在這樣廣泛的同一個分組內，患者之間存在太多的變項與變數，使得失語症的特性具有高度選擇性。例如，患有命名障礙的患者（忘名症）可能只侷限在無法為建築物、人、顏色命名而已。
重要的是，正常的老化也會帶來典型的言語溝通困難。隨著年齡的增進，我們的言語理解能力和閱讀能力會逐漸下降，以及會越來越常在尋找字詞上有困難。儘管老化會導致語言能力下降，但還是不同於某些失語症患者，我們的生活能力並不會受影響。

### 古典區域分類學派

腦皮層

區域分類學派旨在根據失語症主要呈現的特性和最有可能導致失語症的腦區來進行分類。十九世紀神經學家保罗·布罗卡和卡爾·韋尼克的早期研究指出，失語症可以分為兩大主要類型和其他次要的類別
- 表達型失語症（也被稱為“運動型失語症”或“布洛卡失語症”），其言語特點是斷斷續續的、支離破碎的、吃力的，但理解能力相對的保存較為完好。損傷的腦區通常是左腦的前部，[25]也就是所謂的“布洛卡區”。布洛卡失語症患者通常患有右側無力或右臂及右腿癱瘓，因為左額葉對肢體運動很重要，特別是對於右側的肢體。
- 接受型失語症（也稱為“感覺型失語”或“韋尼克失語症”），其特點是患者能流暢的與他人對話，但理解的單詞和句子時會有困難。雖然與人對話流利，言語上可能會缺乏關鍵實詞（名詞、動詞、形容詞），而且可能包含不正確的字詞，甚至還有無意義詞彙。損傷的腦區在後部的左顳葉皮層，也就是所謂的“韋尼克區”。此類型的患者通常不會有肢體無力的現象，因為他們損傷的腦區並沒有靠近大腦控制運動機能的部分。
- 其他次要類別包括傳導型失語症（Conduction aphasia） ，此類型患者與他人對話時依然流暢，理解力也和一般人一樣，但他們重複字詞或句子時可能會有不相稱的困難。這類型失語症腦損傷的範圍通常涉及弓狀束和左頂區。[25]而跨皮質運動型失語症a和跨皮質感覺型失語症（Transcortical sensory aphasia）分別與布洛卡和韋尼克失語症相似，但重複的字和句子時都可能會有不相稱的困難。

近期的研究都比較常採用這種分類方式，像是"波士頓的新古典模型"也將這些典型的失語症分為兩大的類別：非流利型失語症（包括布洛卡失語症和跨皮質運動型失語症）和流暢型失語症（其中包括韋尼克失語症、傳導型失語症和跨皮質感覺型失語症）。此分類方式也進一步鑑定幾個失語症次型態，包括：忘名症（Anomic aphasia），其特點是患者對事物的名稱有選擇性的命名困難，但其他語言功能較不受影響；而全面型失語（Global aphasia），此患者的言語表達與理解能力均受到嚴重損害。
許多區域分類學者也指出有其他額外的、更“純”的語言障礙存在，並且它們可能只會影響單一語言技能。例如，在單純失讀症（Pure alexia），患者也許可以正常書寫，但沒有辦法閱讀，而 純字聾（Pure word deafness），患者也許能夠正常說話和閱讀，但他們無法理解他人說話的內容。

## 病徵與症狀
- 無法 理解語言內容
- 無力 發音，而且不是因為肌肉麻痺或虛弱
- 無法自行 說話
- 無法構詞
- 命名障礙（忘名症）
- 無法 口齒清晰的發音
- 過度地創造與使用個人的 新詞彙
- 無法重複一句短語
- 一直重複某個音節、字詞或短語
- 錯語症 （替代字母、音節或字詞）
- 語法缺失 （說話時無法合乎語法）
- 言語聲律障礙 （更改變調、重音和韻律）
- 不完整的句子
- 無法 閱讀
- 無法 書寫
- 有限的言語輸出
- 難以命名
- 言語障礙
- 胡言亂語
- 無法遵循或理解簡單的要求

## 衍生影劇
- 《蝸牛食堂》（日語：食堂かたつむり），日本女作家小川糸2008年出版的小説，2010年改編電影，富永麻衣執導、高井浩子編劇，由柴崎幸、余貴美子主演。
- 《在水一方》，台灣言情小說家瓊瑤於1975年完成的作品，多年後電視改編多出個劇中人物左巧柔因車禍意外患上失語症。
- 《文字交易所》（英語：The Word Exchange），美國文學家亞拉娜．葛雷登Alena Graedon以未來的紐約為背景，描述人類語言文字逐漸消失，關於失語症浩劫的驚悚小說。

## 参阅
- 感觉性失语症
- 失写症
- 失讀症
- 發展協調障礙

## 外部連結
- 趙露思的失語症是什麼東西? 可以怎麼幫助失語症患者? （页面存档备份，存于）
- 中的“失语症”
- Dysarthria
- Apraxia of Speech
- Luria's Areas of the Human Cortex Involved in Language Illustrated summary of Luria's book Traumatic Aphasia
- Video clips showing patients with Expressive-type aphasia（页面存档备份，存于）
- A video clip with a patient exhibiting Receptive aphasia（页面存档备份，存于）
- Primary Progressive Aphasia（页面存档备份，存于）